# La señora del Oriente Express
La señora del Oriente Express es una película española de género erótico estrenada en 1989, dirigida por Luca Damiano y protagonizada en los papeles principales por Malisa Longo y Tomás Picó.

## Sinopsis
John, un famoso crítico de arte en su juventud, era un voyeur y parece ser que sus antiguas tendencias vuelven a aparecer. Gloria, su mujer, se da cuenta de ello por la impotencia de su esposo, así como por libros pornográficos que encuentra entre sus cosas. Aprovecha un viaje en el «Oriente Express» por Europa para seguirle el juego. Ella provoca situaciones eróticas con cuantos hombres se cruzan con ella en el pasillo del tren, en el restaurante, etc., y John reacciona tal como ella espera: el morbo despierta sus apetencias sexuales a límites insospechados.

## Reparto
- Malisa Longo como Gloria.
- Tomás Picó como John.
- Mara Vador
- Jordi Rebellón
- Manuel Fornovi
- María del Socorro López
- Mingo Ràfols
- María Luisa Salvador